# Райс, Карел Вацлав
Карел Вацлав Райс (чеш. Karel Václav Rais; 4 января 1859, Белоград — 8 июня 1926, Прага) — чешский писатель, представитель реализма и так называемой сельской прозы, автор книг для детей и юношества и создатель нескольких поэм.

## Биография и творчество
Райс родился в бедной семье, учился в учительском институте в Йичине. Преподавал, затем стал директором школы в Праге (с 1894 года). Во время жизни в Праге он общался со многими чешскими писателями, включая Алоиса Йирасека, Зикмунда Винтера, Игната Херманна и других.
Он был одним из основателей беллетристического журнала «Zvon», но писал и для множества других журналов. Райс был участником литературного общества «Máj» и общества по национальному образованию «Svatobor».
«Наиболее удачными считаются романы „Заброшенные патриоты“ и „Закат“, в которых изображена культурно-просветительская деятельность сельских учителей и низшего духовенства в период национального возрождения; а также роман „О пропавшем сапожнике“ (1920), повествующий о трудной жизни населения Подкрконошского края»..

## Основные произведения
Проза:
- «Выминкаржи», сборник рассказов, 1891
- «Преступление Калибы», роман, 1892
- «Заброшенные патриоты», роман, 1893
- «Закат», роман, 1896
- «Барынька», роман, 1897
- «Среди людей», сборник рассказов, 1898
- «Полупаны», роман, 1898
- «К лучшему», роман, 1899

Поэзия:
- Doma
- Obrázky od nás
- Cesta k domovu

Произведения для детей:
- Povídky starého zbrojnoše
- Karlštejnský havran
- Povídky ze starých hradů
- Poslední léto
- Listy z české kroniky
- České pohádky o Kristu Pánu
- Nová sbírka slovanských pohádek a pověstí
- Dárek maličkým — для самых маленьких
- Když slunce svítí — для самых маленьких

## Дополнительные материалы
- Рус. пер. — В чешской школе, Казань, 1899; Грех Калибы, «Русский вестник», 1905, № 6-8.
- Очерки истории чешской литературы XIX—XX вв., М., 1963.
- Карел Вацлав Райс. «Zapadlí vlastenci» (чеш.) (недоступная ссылка — история).